# Ruștin, Caraș-Severin
Ruștin este un sat în comuna Cornereva din județul Caraș-Severin, Banat, România.